# Kaspar Kraemer

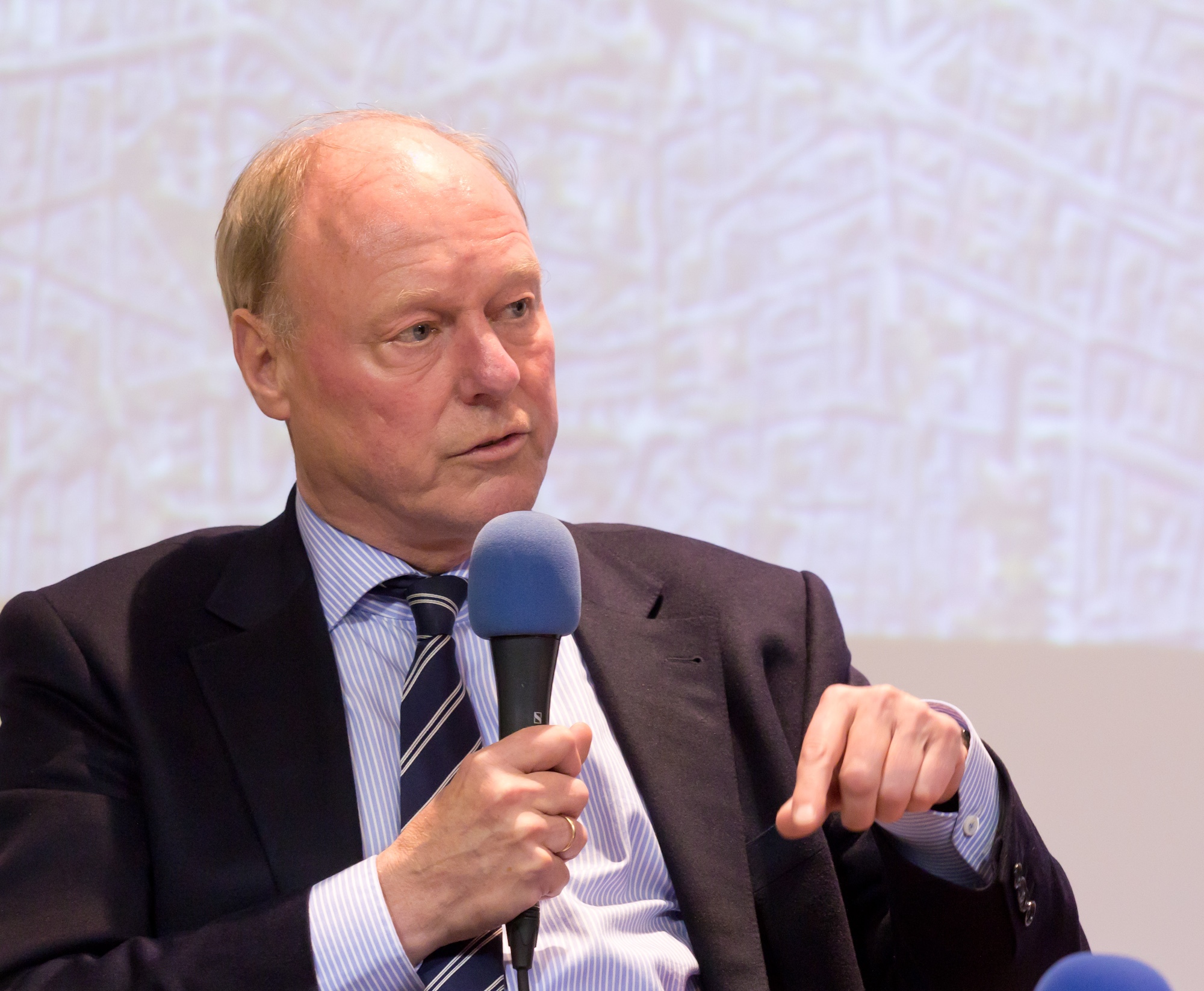
Kaspar Kraemer 2014

Kaspar Kraemer (* 20. August 1949 in Braunschweig) ist ein deutscher Architekt. Er war von 2001 bis 2007 über drei Amtsperioden Präsident des Bundes Deutscher Architekten BDA mit Sitz in Berlin.

## Leben
Kraemer wurde als Sohn des Architekten und Hochschullehrers Friedrich Wilhelm Kraemer in Braunschweig geboren. Nach dem Abitur am Wilhelm-Gymnasium studierte er von 1969 bis 1976 an der Technischen Universität Darmstadt und an der ETH Zürich Architektur. Vor dem Eintritt in das Architekturbüro seines Vaters (Kraemer, Sieverts und Partner, KSP, Braunschweig und Köln) ging er für ein Studienjahr an die Yale University in den USA. 1985, als sein Vater seine Architektentätigkeit mit 78 Jahren beendete, wurde er Partner des Büros KSP. 1998 schied er aus der Gemeinschaft aus und eröffnete im Juli 1999 in Köln ein eigenes Büro Kaspar Kraemer Architekten BDA (KKA). Kraemer engagiert sich in vielfältiger Weise ehrenamtlich in der Stadt Köln und im BDA, dem er lange Jahre auch vorstand. Häufig wird er als Preisrichter bei Wettbewerben berufen.

## Büro und Haus

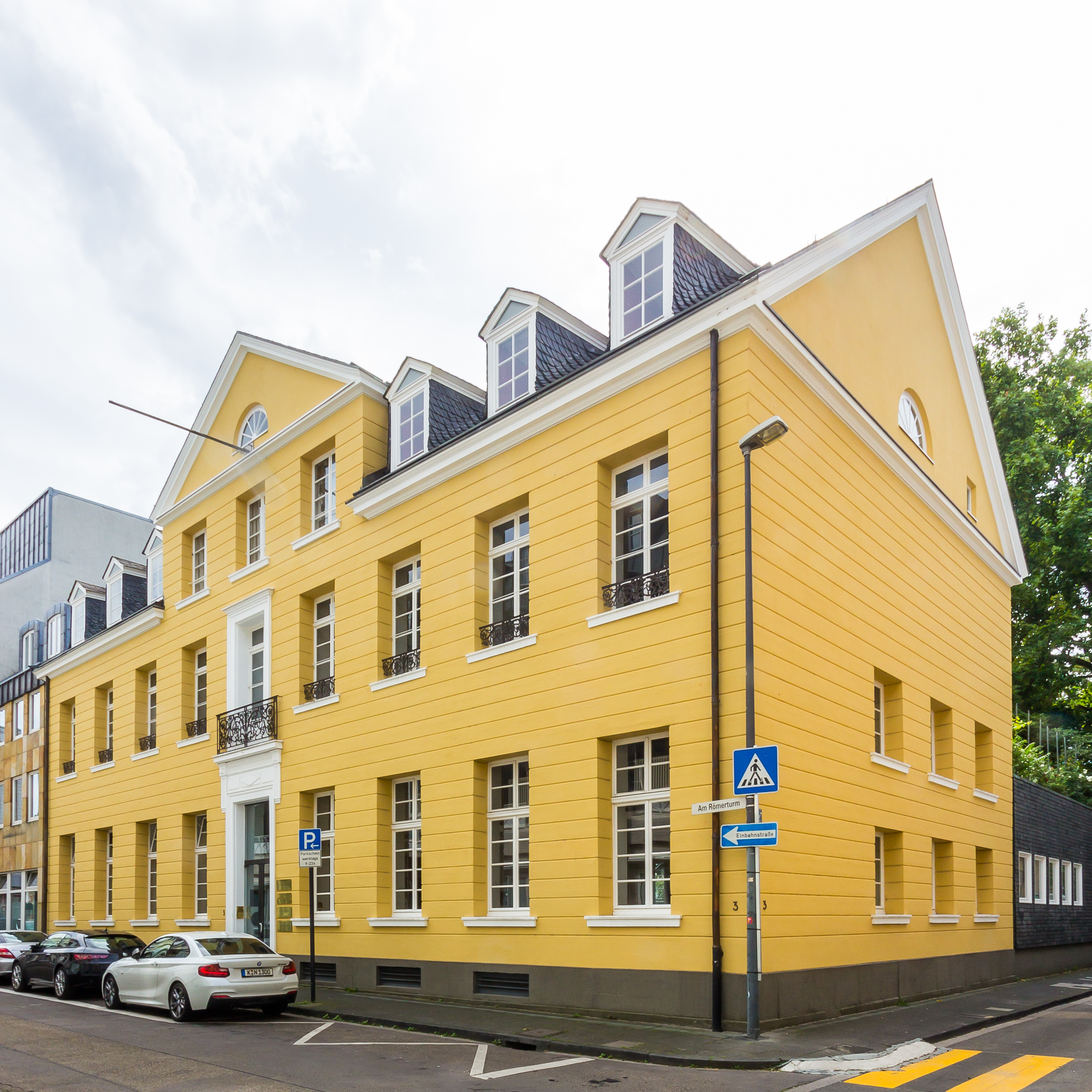
Büro im wiederaufgebauten Palais Am Römerturm 3 (Foto: 2017)

Als Büro- und Wohnhaus wird ein unter Verwendung älterer Klostergebäude 1820–22 im klassizistischen Stil umgebautes Stadtpalais Am Römerturm 3 genutzt. 1972 erwarb Friedrich Wilhelm Kraemer den im Zweiten Weltkrieg bis auf die Umfassungsmauern zerstörten Bau und baute ihn im alten Stil wieder auf. Dem klassizistischen harmonischen Bauprinzip fühlt sich Kraemer wie auch schon sein Vater verpflichtet. Beim Wiederaufbau kamen auch die alten Kellergewölbe des Klarissenklosters Sankt Clara neben dem Römerturm aus dem Jahre 1306 unter dem Gebäude wieder zur Geltung. Der Sancta-Clara-Keller dient seitdem gesellschaftlichen Zusammenkünften, vor allem aber der guten Akustik wegen als Kammermusiksaal für Konzerte.

## Werk (Auswahl)

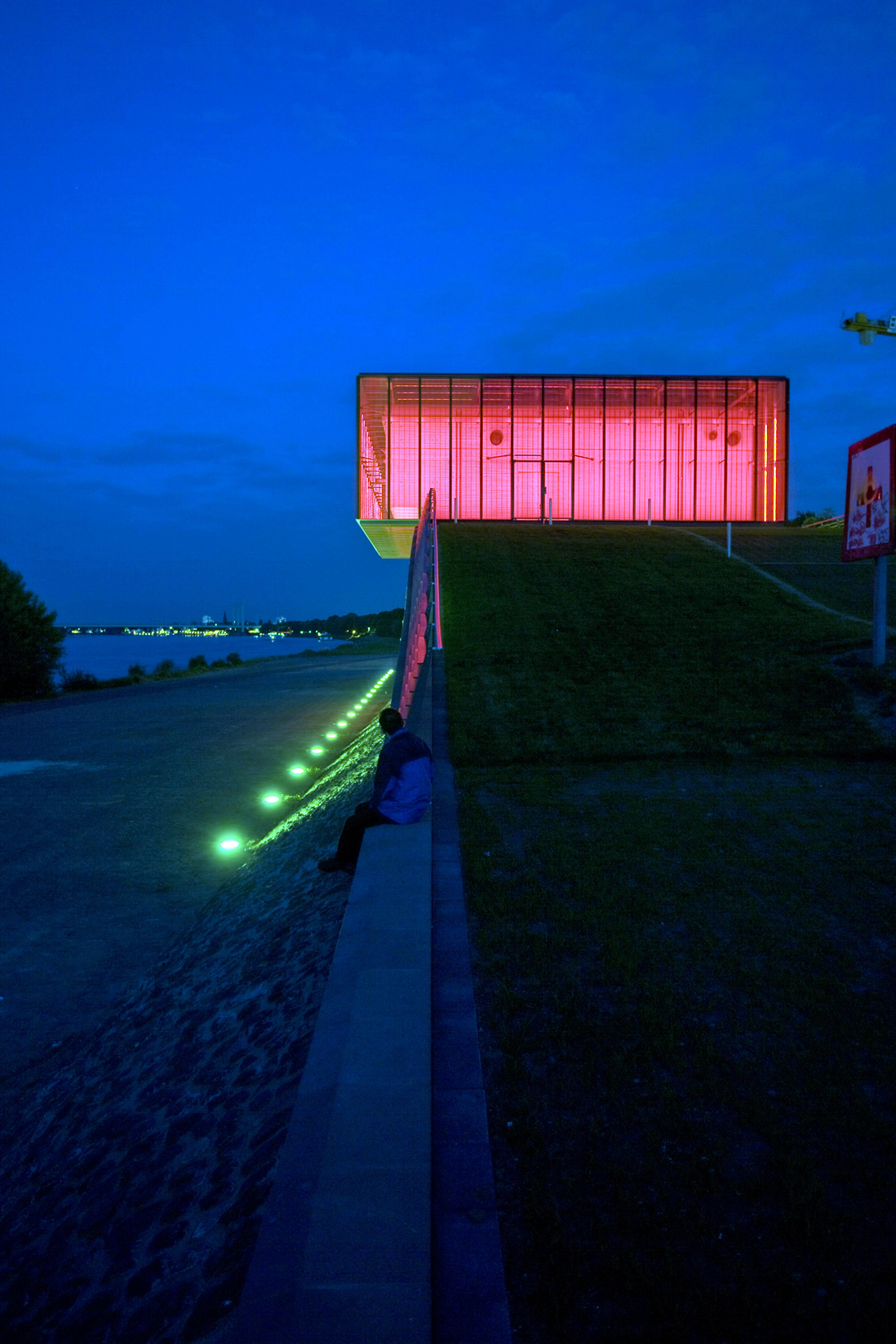
Hochwasserpumpwerk Köln-Bayenthal (2008)
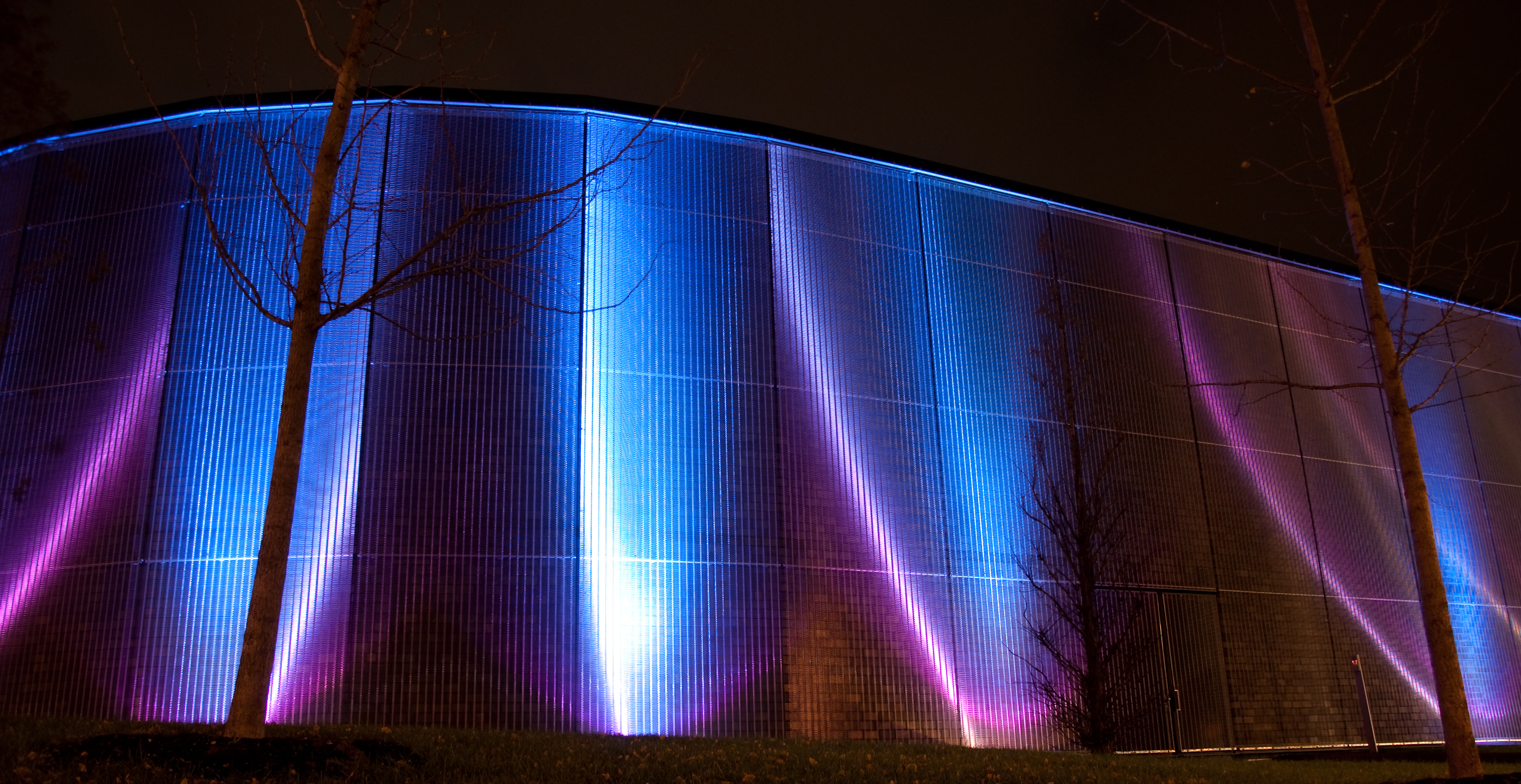
Fassade Odysseum
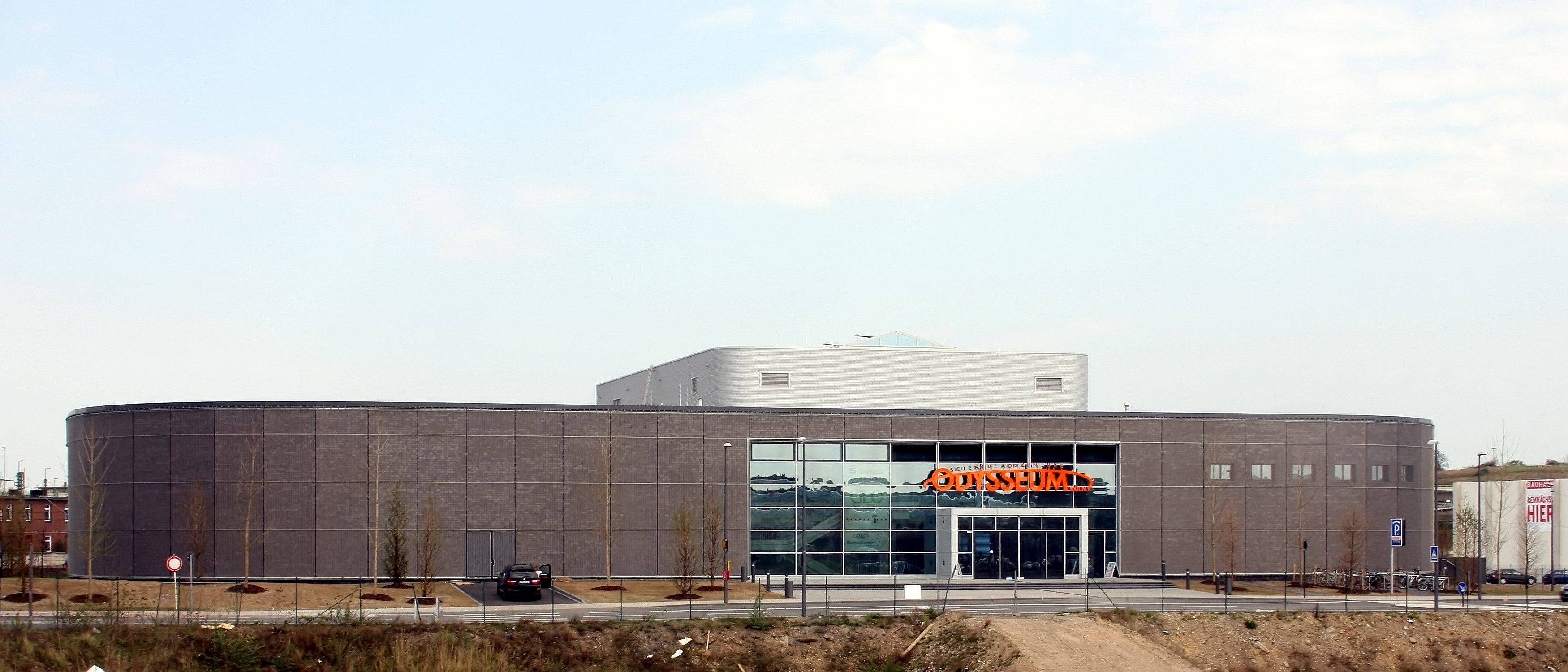
Odysseum Köln
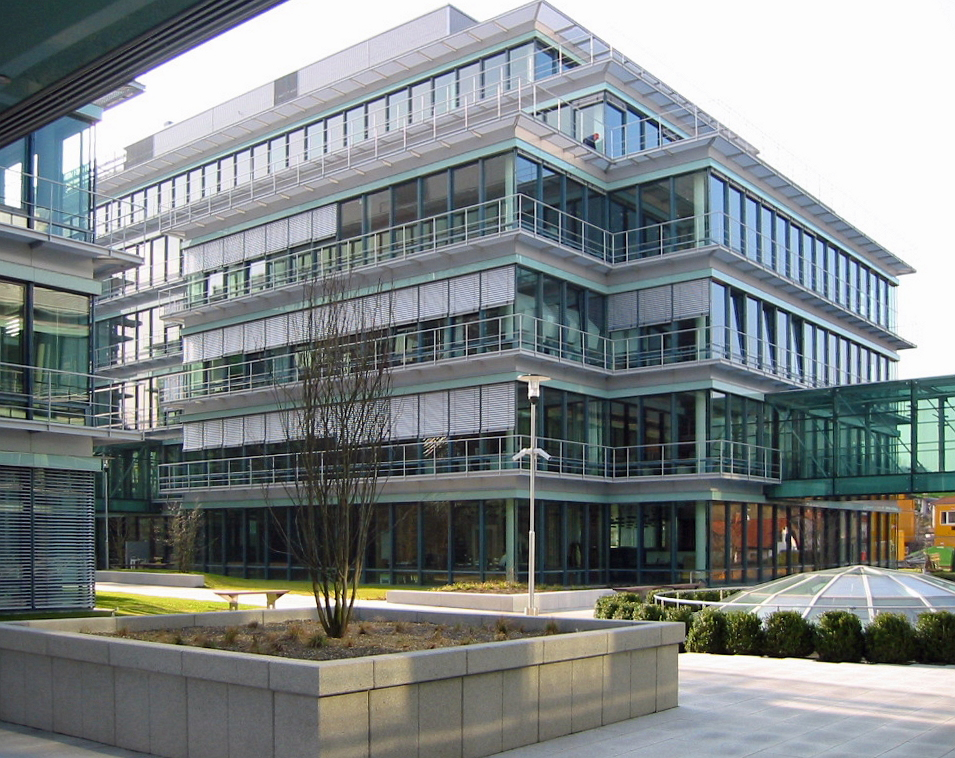
Hauptniederlassung Accenture ASG, Campus Kronberg (2000/2003)

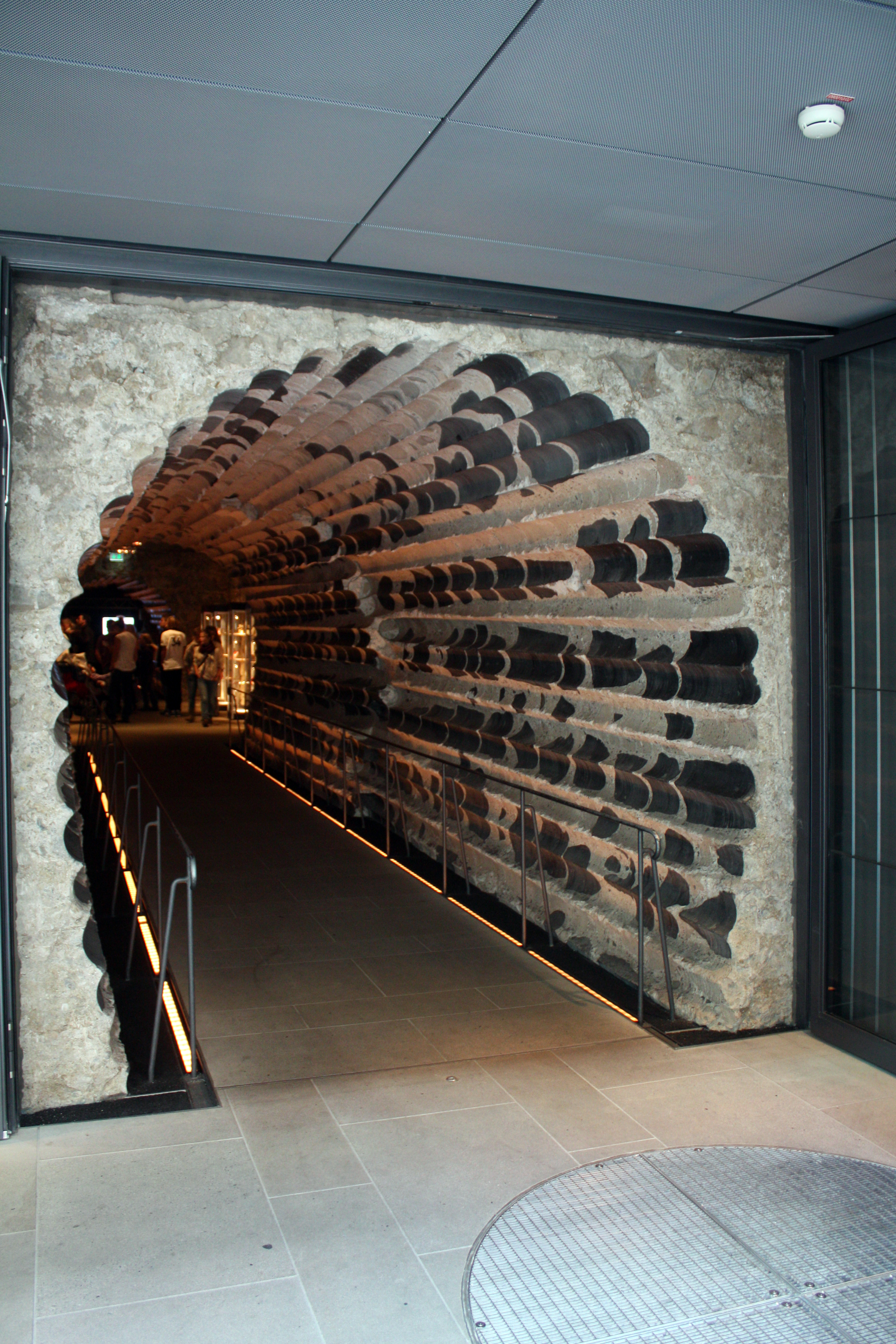
Zugang durchs Fundament

In Köln bekannt geworden ist Kraemer durch den Bau des Odysseums und des Zugangsbauwerkes zum Turm des Kölner Doms durch die Fundamente des Südturmes. Beide Arbeiten sind bei Wettbewerben mit dem ersten Preis ausgezeichnet worden. Bekannt ist Kraemer auch für seine städtebaulichen Konzepte wie zum Beispiel für die Überplanung der Innenstadt von Brühl (2006), das aktuelle Projekt Buchlers Garten in Braunschweig, sowie des "Rheinpalais" am Bonner Bogen. Bürohausarchitektur wie die Verwaltungsgebäude für Hochtief und RWE in Essen, sowie beim Accenture Campus Kronberg, die Einbettung von Bürobauten in die Landschaft oder die Sanierung von Kulturbauten gehören zum Portfolio des Büros. Als besonders gelungen gilt das je nach Anlass unterschiedlich beleuchtbare Pumpwerk am Rhein in Köln-Bayenthal, das mit der Lichtfarbe auch den Pegelstand signalisiert. Anders als viele seiner Kollegen befürwortete er den Wiederaufbau des Berliner Stadtschlosses und beteiligte sich mit einem eigenen Vorschlag am Realisierungswettbewerb.